# Mark Geiger
Mark William Geiger (* 25. srpna 1974) je bývalý americký fotbalový rozhodčí. Je ředitelem asociace rozhodčích Major League Soccer. V letech 2008–2019 působil jako mezinárodní rozhodčí FIFA, pískal zápasy na LOH 2012, Zlatých pohárech CONCACAF 2013 a 2015 a na dvou mistrovstvích světa (2014 a 2018). Před kariérou rozhodčího pracoval jako středoškolský učitel matematiky.

## Kariéra
Geiger poprvé pískal v roce 1988. V roce 2003 se stal oficiálně rozhodčím americké federace a od roku 2004 řídil utkání Major League Soccer. V roce 2008 byl zařazen na soupisku mezinárodních rozhodčích. V roce 2010 řídil přátelské utkání mezi Českem a Tureckem. V roce 2011 byl jedním z hlavních rozhodčích na Mistrovství světa ve fotbale hráčů do 20 let 2011, řídil čtyři utkání včetně finále mezi Brazílií a Portugalskem. Byl zvolen jako jeden z 16 rozhodčích pro fotbalový turnaj na letních olympijských hrách 2012 v Londýně. V roce 2014 byl vybrán jako rozhodčí pro Mistrovství světa. Zde řídil tři utkání včetně osmifinále mezi Francií a Nigérií a stal se prvním americkým rozhodčím, který řídil utkání playoff MS. V roce 2017 řídil dvě utkání na Konfederačním poháru. V roce 2018 byl vybrán jako jeden z 36 rozhodčích pro Mistrovství světa. Na MS zasáhl do 11 utkání, třikrát jakožto hlavní rozhodčí, pětkrát jako videorozhodčí (VAR) a třikrát jako asistent u VAR. Jako videorozhodčí řídil i utkání o bronz mezi Belgií a Anglií. V lednu 2019 oznámil konec kariéry a přesun do pozice v řídící komisi rozhodčích MLS.

### Zápasy na velkých akcích
| Datum                        | Zápas                      | Kolo                       | Pozice                     |
| Mistrovství světa U20 2011   | Mistrovství světa U20 2011 | Mistrovství světa U20 2011 | Mistrovství světa U20 2011 |
| ---------------------------- | -------------------------- | -------------------------- | -------------------------- |
| 1. 8. 2011                   | Brazílie – Rakousko        | Skupina                    | Rozhodčí                   |
| 5. 8. 2011                   | Uruguay – Kamerun          | Skupina                    | Rozhodčí                   |
| 10. 8. 2011                  | Španělsko – Jižní Korea    | Osmifinále                 | Rozhodčí                   |
| 20. 8. 2011                  | Brazílie – Portugalsko     | Finále                     | Rozhodčí                   |
| Letní olympijské hry 2012    |                            |                            |                            |
| 26. 7. 2012                  | Španělsko – Japonsko       | Skupina                    | Rozhodčí                   |
| 29. 7. 2012                  | Velká Británie – SAE       | Skupina                    | 4. rozhodčí                |
| 1. 8. 2012                   | Brazílie – Nový Zéland     | Skupina                    | 4. rozhodčí                |
| 4. 8. 2012                   | Japonsko – Egypt           | Čtvrtfinále                | Rozhodčí                   |
| 7. 8. 2012                   | Jižní Korea – Brazílie     | Semifinále                 | 4. rozhodčí                |
| Mistrovství světa 2014       |                            |                            |                            |
| 14. 6. 2014                  | Kolumbie – Řecko           | Skupina                    | Rozhodčí                   |
| 18. 6. 2014                  | Španělsko – Chile          | Skupina                    | Rozhodčí                   |
| 30. 6. 2014                  | Francie – Nigérie          | Osmifinále                 | Rozhodčí                   |
| Konfederační pohár FIFA 2017 |                            |                            |                            |
| 17. 6. 2017                  | Rusko – Nový Zéland        | Skupina                    | 4. rozhodčí                |
| 19. 6. 2017                  | Austrálie – Německo        | Skupina                    | Rozhodčí                   |
| 22. 6. 2017                  | Německo – Chile            | Skupina                    | 4. rozhodčí                |
| 24. 6. 2017                  | Nový Zéland – Portugalsko  | Skupina                    | Rozhodčí                   |
| Mistrovství světa 2018       |                            |                            |                            |
| 16. 6. 2018                  | Argentina – Island         | Skupina                    | Videorozhodčí              |
| 17. 6. 2018                  | Německo – Mexiko           | Skupina                    | Asistent VAR               |
| 20. 6. 2018                  | Portugalsko – Maroko       | Skupina                    | Rozhodčí                   |
| 21. 6. 2018                  | Dánsko – Austrálie         | Skupina                    | Videorozhodčí              |
| 22. 6. 2018                  | Brazílie – Kostarika       | Skupina                    | Asistent VAR               |
| 23. 6. 2018                  | Belgie – Tunisko           | Skupina                    | Videorozhodčí              |
| 24. 6. 2018                  | Anglie – Panama            | Skupina                    | Asistent VAR               |
| 27. 6. 2018                  | Jižní Korea – Německo      | Skupina                    | Rozhodčí                   |
| 30. 6. 2018                  | Uruguay – Portugalsko      | Osmifinále                 | Videorozhodčí              |
| 3. 7. 2018                   | Kolumbie – Anglie          | Osmifinále                 | Rozhodčí                   |
| 14. 7. 2018                  | Belgie – Anglie            | o bronz                    | Videorozhodčí              |